# Зейст
Зейст (нід. Zeist) — місто і громада в Нідерландах.

## Географія
Місто Зейст розташоване в західній частині Нідерландів, у провінції Утрехт, на відстані 7 кілометрів на схід від міста Утрехта, на краю лісового масиву. До складу громади Зейст входять власне місто Зейст, а також поселення Аустерліц і Ден Долдер. Площа громади становить 48,64 км². Чисельність населення — 60 274 особи (станом на 2009 рік). Щільність населення — 1 243 осіб/км².

## Історія
Селище Зейст утворилось навколо замку і палацу з однойменною назвою, побудованим у 1686 році. У XVIII столітті тут почали селитися члени релігійної громади гернгутерів, які провели у Зейсті свій синод у 1746 році. У 1748 році гернгутери побудували перед замком ще одне поселення, що бурхливо розвивалось у наступні роки. Тут, крім усього іншого, було підготовлено значну кількість християнських місіонерів, які працювали потім у Південній Америці (у Суринамі). У 1924 році палац Зейст був переданий міським властям.
Селище Аустерліц було започатковано в 1806 році і назване на честь знаменитого бою наполеонівських воєн, що відбувся у Моравії в 1805 році.

## Відомі люди
Тут народилися поет Гендрік Марсман, композитор Віллем Пейпер.